# Dryopithèque
Dryopithecus
Genre
Les Dryopithèques (Dryopithecus) forment un genre éteint de primates de la famille des hominidés, qui a vécu en Europe (et peut-être en Asie) du Miocène moyen au Miocène supérieur, il y a 10 à 12 millions d'années.

## Historique

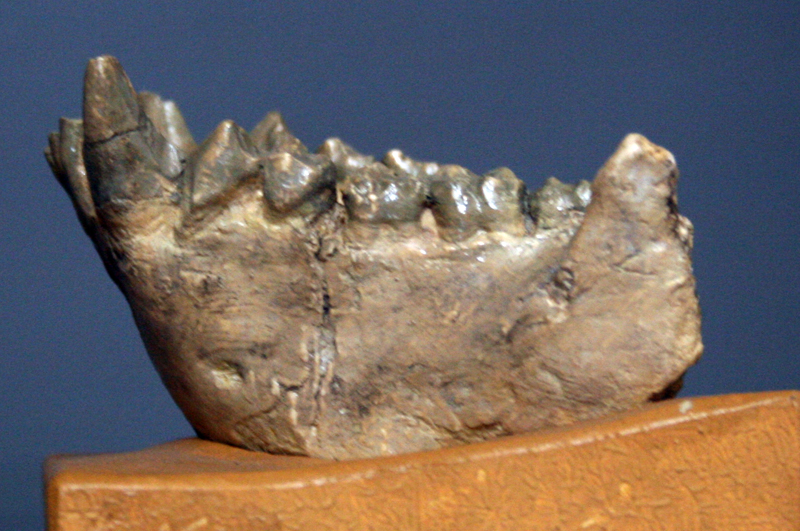
Fragment de mandibule
de Dryopithecus fontani exposé dans la Galerie de Paléontologie et d'Anatomie comparée.

Édouard Lartet a défini le genre en 1856 à partir d'un fossile découvert à Saint-Gaudens (Haute-Garonne) par le docteur Fontan. Le nom de genre Dryopithèque (« singe des chênes » en français) fait référence à des gisements de bois fossiles découverts dans les Pyrénées et considérés comme contemporains du singe fossile. Le nom de la première espèce du genre a été donné en hommage au docteur Fontan, le naturaliste amateur qui découvrit le fossile.
De nombreux fossiles d'hominidés découverts depuis 1856 sur tous les continents de l'Ancien Monde ont été successivement rattachés par leurs descripteurs au genre Dryopithecus puis attribués finalement à d'autres genres, pour certains proches du Dryopithèque, et pour d'autres plus éloignés.

## Espèces
Le genre Dryopithecus comprend différentes espèces :
- Dryopithecus fontani (Lartet, 1856) : France, Espagne, 11,5 Ma ;
- Dryopithecus carinthiacus (Mottl, 1957) : Autriche ;
- Dryopithecus wuduensis (Xue & Delson, 1988) : Chine (Gansu)[1].

Des fossiles de Dryopithecus fontani ont été trouvés en France (Saint-Gaudens, La Grive) et en Espagne.
Dryopithecus wuduensis a été défini en 1988 à partir d'une mandibule fossile fragmentaire trouvée en 1947 dans la province du Gansu, en Chine. Son appartenance au genre Dryopithecus demeure discutée.

## Morphologie
Dryopithecus fontani mesurait environ 60 cm de long. Il était quadrupède, mais ne s'appuyait pas sur les phalanges de ses mains, ce qui est un trait exclusif des chimpanzés et des gorilles.

## Habitat
Le Dryopithèque menait une vie arboricole et tirait de son habitat son alimentation : baies et fruits.

## Phylogénie

Place des Dryopithèques dans les Hominidés

Le Dryopithèque est considéré par les paléontologues spécialistes des Hominoidea fossiles comme un genre proche de la lignée humaine, tout comme d'autres genres fossiles européens du Miocène, tous rangés dans la tribu des Dryopithecini ou sous-famille des Dryopithecinae.